# Dimos Agkistri
Dimos Agkistri (Agkistri) är en kommun i Grekland.   Den ligger i prefekturen Nomós Piraiós och regionen Attika, i den sydöstra delen av landet, 50 km sydväst om huvudstaden Aten. Antalet invånare är 1 142. Dimos Agkistri ligger på ön Nisí Agkístri.